# Radoslav Kvekić
Radoslav Kvekić (6. března 1855 Herceg Novi – 23. ledna 1944 Terst) byl rakouský právník a politik srbské národnosti z Dalmácie, na přelomu 19. a 20. století poslanec Říšské rady.

## Biografie
Působil jako advokát a politik. V letech 1895–1901 a 1903–1908 zasedal jako poslanec Dalmatského zemského sněmu, kde zastupoval srbskou stranu. Byl místopředsedou sněmu.
Byl i poslancem Říšské rady (celostátního parlamentu Předlitavska), kam usedl ve volbách roku 1891 za kurii venkovských obcí v Dalmácii, obvod Kotor, Risan atd. Mandát obhájil i ve volbách roku 1897 a volbách roku 1901. Slib složil 5. února 1901. Ve volebním období 1891–1897 se uvádí jako Dr. Radoslav Kvekić, advokát, bytem Kotor.
V roce 1891 se uvádí jako člen konzervativního a federalistického Hohenwartova klubu. K roku 1893 již byl ale uváděn coby nezařazený poslanec. Do voleb roku 1897 šel jako srbský kandidát. V roce 1901 se uvádí jako srbský národní kandidát.